# Успение Богородично (Каварна)
„Успение Богородично“ е църква в Каварна, част от Варненската и Великопреславска епархия на Българската православна църква.

## Местоположение
Църквата е в центъра на града, покрай пътя за пристанището.

## История
Храмът е изграден в 1860 година върхо основите на по-стара църква от българската община в града, за да може да се служи на български, тъй като „Свети Георги“ е в ръцете на гърчеещите се гагаузи. Църквата е основно средище на църковно-националната борба на българите в Каварна. Първата служба на български в нея е проведена от монах Евстратий Рилски от Самоков, който в 1869 година основава и първото българско училище в Каварна.
От октомври 2014 година до август 2015 година храмът е ремонтиран и на 14 август 2015 година митрополит Йоан Варненски и Преславски отслужва чина обновление на храм.

## Описание
Църквата е трикорабна, едноапсидна базилика с по-късно прибавен притвор. Покривът е двускатен.
Иконостасът е дело на известните дебърски резбари братята Васил Аврамов и Филип Аврамов. В църквата работи и дебърският майстор Кузман Макриев – иконата на Свети Мина носи подпис „Из руки К. М. Блаженов“.